# الغلف (الجميمة)

تعديل مصدري - تعديل

الغلف هي إحدى قرى عزلة جفنة بمديرية الجميمة التابعة لمحافظة حجة، بلغ تعداد سكانها 39 نسمة حسب تعداد اليمن لعام 2004.